# زولا ماسيكو
زولا ماسيكو (بالإنجليزية: Zola Maseko)‏ (مواليد 1967)، هو مخرج وكاتب سيناريو إسواتيني. يشتهر بأفلامه الوثائقية المتعلقة برهاب الأجانب، وحاصل على العديد من الجوائز عن أفلامه.

## بدايته ومشواره الفني
ولد ماسيكو في المنفى عام 1967، وبعد انتقاله إلى المملكة المتحدة، تخرج من المدرسة الوطنية للسينما والتلفزيون في بيكونزفيلد عام 1994. أول فيلم لماسيكو كان الفيلم الوثائقي «إشراق عزيزي» الذي صدر عام 1992، وشارك في عدة حملات بحرب العصابات.
انتقل إلى جنوب إفريقيا في عام 1994 وكتب «الأجنبي»، وهو فيلم روائي قصير عن كراهية الأجانب في هذا البلد. وفي عام 1996 وبعد أن قاد ماسيكو سيارته إلى منزله، صوب مهاجم مجهول مسدسًا عليه وأطلق النار مرتين، وهرب بعد أن لم تطلق البندقية النار، وبعد بضع دقائق اتصل بمنزله وكان المهاجم على الهاتف. كان يعتقد أن ماسيكو أجنبي، قائلا له «نحن مجموعة أهلية تقوم بقتل الأجانب، لا نريدهم هنا».
في عام 1998 أخرج فيلم «حياة وأوقات سارة بارتمان»، وهو فيلم وثائقي مدته 53 دقيقة عن امرأة تدعى سارة بارتمان في الحقبة الاستعمارية، تدور أحداث الفيلم الوثائقي بين عامي 1810 و 1815 عن قصة حقيقية لامرأة تبلغ من العمر 20 عامًا تسافر إلى لندن من كيب تاون. تم نقل المرأة إلى فرنسا عام 1814 ومنذ ذلك الحين أصبحت موضوع تحقيق علمي. تم استخدام تقنيات ماسيكو السينمائية لتصوير المرأة على أنها نوع دون البشر، مع التأكيد على التحيز العنصري ضد الأفارقة السود في أوروبا خلال العصور الإمبريالية. حاز الفيلم على العديد من الجوائز بما في ذلك أفضل فيلم وثائقي أفريقي لعام 1999 من مهرجان عموم أفريقيا، وأفضل فيلم وثائقي في مهرجان ميلانو للسينما الأفريقية لعام 1999، وجائزة جمعية الأدب الأفريقي بمؤتمر مهرجان السينما لعام 2001.
تشمل الأفلام القصيرة الأخرى لماسيكو «عودة سارة بارتمان»، «أطفال الثورة»، و«مشروب في الممر»، وجميعها صدرت في عام 2002. فاز الأخير بجائزة لجنة التحكيم الخاصة في مهرجان ميلانو للسينما الأفريقية.
أول فيلم روائي طويل له كان «طبل» الذي صدر عام 2004، وتدور أحداثه في جوهانسبرج في الخمسينيات من القرن الماضي، وهي تحكي عن مجلة تحمل الاسم نفسه وتركز بشكل خاص على الصحفي هنري نكسومالو الذي يعارض الفصل العنصري. حصل الفيلم على الجائزة الأولى في المهرجان الأفريقي للسينما والتلفزيون في واغادوغو، بالإضافة إلى جائزة نقدية قدرها 10 ملايين فرنك أفريقي (20000 دولار أمريكي) في حفل الختام في عام 2005، وهو أول جنوب أفريقي يفعل ذلك.
يعمل المخرج حاليًا على المسلسل التلفزيوني «العودة للوطن»، ويعمل أيضًا على «فهد ليفربول»، وهو فيلمه الطويل الثاني.

## فيلموغرافيا

### كمخرج
- الأجنبي (1997)
- حياة سارة بارتمان وأوقاتها (1998)
- عودة سارة بارتمان (2002)
- أطفال الثورة (2002)
- شراب في الممر (2002)
- درام (2004)
- مخطوطات تمبكتو (2009)

## الجوائز
- جائزة لجنة التحكيم لأفضل فيلم قصير عن الأجنبي (1997) من مهرجان العالم المتحضر السينمائي الدولي لعام 1998.
- جائزة مسابقة التلفزيون / الفيديو لأفضل فيلم وثائقي عن فيلم «حياة سارة بارتمان وأوقاتها» من مهرجان واجادوجو بانافريكان للسينما والتلفزيون لعام 1999.
- جائزة لجنة التحكيم الخاصة لمسابقة الأفلام القصيرة والوثائقية عن فيلم «حياة سارة بارتمان وأوقاتها» من مهرجان واجادوجو بانافريكان للسينما والتلفزيون لعام 2003.
- الجائزة الكبرى عن فيلم «طبل» من مهرجان واجادوجو بانافريكان للسينما والتلفزيون لعام 2005.
- جائزة مهرجان زنجبار السينمائي الدولي لعام 2005 عن فيلم «طبل».
- ترشح لجائزة أفضل فيلم وثائقي مستقل من مهرجان جوائز بلاك ريل لعام 2012 عن فيلم «مخطوطات تمبكتو».